# 信山社出版
株式会社信山社出版 （しんざんしゃしゅっぱん）は、東京都文京区に本社を置く日本の出版社。法学、政治学など社会科学の学術書を多く刊行している。

## 来歴
有斐閣の編集者たちが中心となって1988年に設立。

## 主な出版物

### 雑誌
- 『国際人権：国際人権法学会報』（1990年 - ）
- 『社会保障法研究』（2011年 - ）
- 『行政法研究』（2012年 - ）
- 『国際法研究』（2013年 - ）
- 『ジェンダー法研究』（2014年 - ）
- 『環境法研究』（2014年 - ）
- 『EU法研究』（2016年 - ）

### コレクション・シリーズ
- 判例総合解説シリーズ
- プロセス演習シリーズ
- ブリッジブックシリーズ
- 理論と実際シリーズ
- 法学翻訳叢書シリーズ
- 日本国憲法制定資料全集
- 法律学の森シリーズ
- 学術選書
- 重要法令シリーズ - 法令の条文をそのまま転載したもので、解説等は一切ない。